# Heilig Hartbeeld (Esch)
Het Heilig Hartbeeld is een standbeeld in de Nederlandse plaats Esch.

## Beschrijving
Het Heilig Hartbeeld bestaat uit een kalkstenen, staande Christusfiguur met zijn rechterhand afhangend langs zijn lichaam. Zijn linkerhand rust op het hart op zijn borst. Het beeld werd gemaakt door de Tilburgse Firma L. Petit.
Op de tufstenen sokkel is een bronzen plaquette aangebracht met de tekst 

ZIE HIER HET HART DAT DE MENSEN ZOZEER BEMIND HEEFT.

## Rijksmonument
Het beeldhouwwerk is erkend als rijksmonument, onder meer "als bijzondere uitdrukking van een geestelijke ontwikkeling, namelijk de introductie en popularisering van de verering van het H. Hart in Noord-Brabant in de jaren 1920-1940. Het object is tevens van belang wegens het bijzondere materiaalgebruik door de combinatie van kalksteen met een geheel tufstenen sokkel."